# Мохамед Алі Джабр
Мохамед Алі Ель Сайєд Джабр (араб. محمد علي السيد جبر; нар. 18 вересня 1996) — єгипетський борець греко-римського стилю, чемаіон иа дворазовий срібний призер чемпіонатів Африки, учасник Олімпійських ігор.

## Спортивні результати на міжнародних змаганнях

### Виступи на Олімпіадах
| Змагання                    | Збірна | Вагова категорія                 | Місце |
| --------------------------- | ------ | -------------------------------- | ----- |
| Літні Олімпійські ігри 2024 | Єгипет | греко-римська боротьба, до 97 кг | 5     |

### Виступи на Чемпіонатах світу
| Змагання                        | Збірна | Вагова категорія                 | Місце |
| ------------------------------- | ------ | -------------------------------- | ----- |
| Чемпіонат світу з боротьби 2023 | Єгипет | греко-римська боротьба, до 97 кг | 24    |

### Виступи на Чемпіонатах Африки
| Змагання                         | Збірна | Вагова категорія                 | Місце  |
| -------------------------------- | ------ | -------------------------------- | ------ |
| Чемпіонат Африки з боротьби 2019 | Єгипет | греко-римська боротьба, до 97 кг | Срібло |
| Чемпіонат Африки з боротьби 2022 | Єгипет | греко-римська боротьба, до 97 кг | Срібло |
| Чемпіонат Африки з боротьби 2023 | Єгипет | греко-римська боротьба, до 97 кг | Золото |

### Виступи на інших змаганнях
| Змагання                                                          | Збірна | Вагова категорія                 | Місце  |
| ----------------------------------------------------------------- | ------ | -------------------------------- | ------ |
| Олімпійський кваліфікаційний турнір з боротьби 2020 (Хаммамет)    | Єгипет | греко-римська боротьба, до 97 кг | Бронза |
| Турнір Ібрагіма Мустафи 2021                                      | Єгипет | вільна боротьба, до 97 кг        | Золото |
| Арабський чемпіонат з боротьби 2021                               | Єгипет | греко-римська боротьба, до 97 кг | Золото |
| Турнір Ібрагіма Мустафи 2023                                      | Єгипет | греко-римська боротьба, до 97 кг | 14     |
| Меморіал Імре Поляка та Яноша Варги 2023                          | Єгипет | греко-римська боротьба, до 97 кг | 19     |
| Меморіал Іона Корнеану і Ладислава Сімона 2023                    | Єгипет | греко-римська боротьба, до 97 кг | 8      |
| Всесвітні бойові ігри 2023                                        | Єгипет | греко-римська боротьба, до 97 кг | Золото |
| Відкритий чемпіонат Загреба з боротьби 2024                       | Єгипет | греко-римська боротьба, до 97 кг | 25     |
| Олімпійський кваліфікаційний турнір з боротьби 2024 (Александрія) | Єгипет | греко-римська боротьба, до 97 кг | Золото |
| Меморіал Імре Поляка та Яноша Варги 2024                          | Єгипет | греко-римська боротьба, до 97 кг | 8      |